# Poços de Caldas

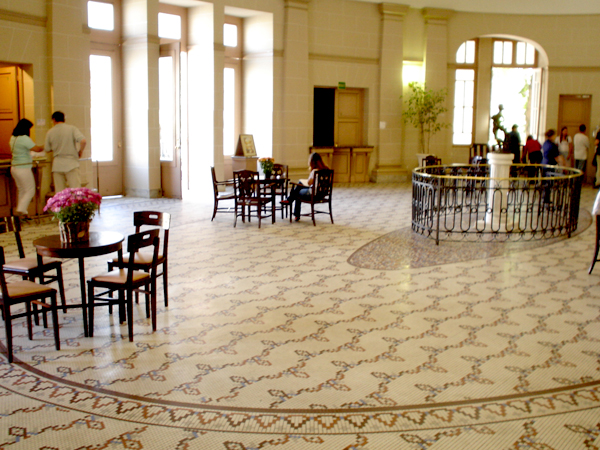
Balneario Termas Antônio Carlos.

Poços de Caldas es una ciudad ubicada en el suroccidente del estado de Minas Gerais, en Brasil, en una región del mismo nombre.

## Geografía
Su población estimada es de 150.095 habitantes en el 2008. La ciudad tiene un conjunto de balnearios de aguas térmicas dentro del cráter de un volcán extinto.

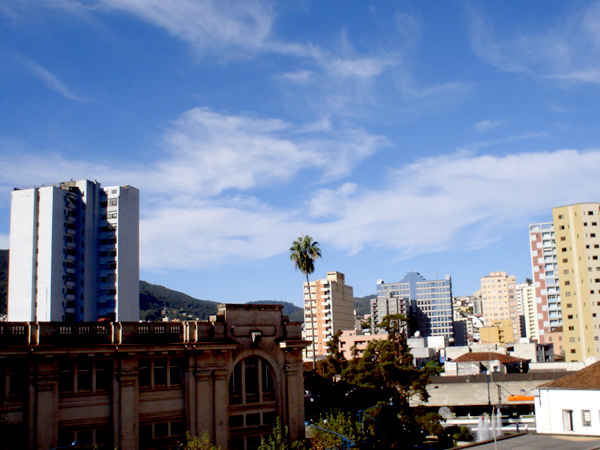
El centro de la ciudad de Poços de Caldas.

- Datos: Q817216
- Multimedia: Poços de Caldas / Q817216